# كوتا فييدمان
كوتا فييدمان (باللاتينية: Cota wiedemanniana) نوع نباتي يتبع جنس الكوتا من الفصيلة النجمية. كان هذا النوع يوضع ضمن جنس الأربيان وكان يسمى أربيان فييدمان (باللاتينية: Anthemis wiedemanniana).

## الموئل والانتشار
موطنها بلاد الشام وتركيا وجورجيا.

## مرادفات للاسم العلمي
- (باللاتينية: Anthemis wiedemanniana Fisch. & C. A. Mey.)
- (باللاتينية: Anthemis theophrasti P. Candargy)